# 상호작용
상호작용(相互作用, 문화어: 호상작용)은 둘 이상의 물체나 대상이 서로 영향을 주고 받는 일종의 행동을 의미한다. 한쪽 방향으로 영향이 나타나는 인과관계와는 달리 양쪽 방향으로 영향이 나타나야 한다. 관련된 용어로 상호연관(interconnectivity)이 있는데, 계(system)와 계 사이의 관계를 나타낸다. 많은 단순한 상호작용의 조합은 놀라운 출현(emergence)현상을 만들기도 한다. 상호작용은 다양한 과학 분야에서 상황에 따라 다양한 의미로 사용된다.
과학 분야 이외의 일상에서의 예,
- 아무 형태의 통신: 예를 들면, 둘 이상의 사람의 대화 또는 그룹, 단체, 국가 사이의 통신 - 무역, 교류.
- 컴퓨터나 도구를 사용하는 동안의 피드백: 예를 들면, 길위에서 운전자와 그의 차 위치 사이의 상호작용

## 화학, 의학
의학에서 대부분의 의약품들은 다른 약들과 안전하게 사용될 수 있다. 그러나, 특정한 조합의 약들은 종종 약물 상호작용(drug interaction) 때문에 약사에 의해서 엄격하게 관리되어야 한다. 분자 생물학에서 유전자/단백질 사이의 상호작용, 신진대사에 필요한 물질과 유전자/단백질 사이의 상호작용에 관한 지식을 대사회로라고 부른다. 참고로, 술(알코올)과 커피(카페인)도 일종의 상호작용을 한다. 커피는 각성제로 술은 진정 효과 약물로 각각 작용해 술이 카페인의 각성효과를 완화해주기도 하지만, 둘을 동시에 섭취했을 때 이뇨 작용을 배가하고 숙취 및 수분부족을 심화시켜 건강에 부정적인 영향을 초래할 수 있다.

## 통신
통신에서, 메시지를 서로 차례로 교환할때, 상호 통신(interactive communication)이 성립한다. 이것은 메시지를 동시에 주고 받는 교류 통신 (transactive communication)과 구분된다.

## 물리학
물리학에서 기본 상호작용 또는 기본적인 네 가지 힘은 기본입자 사이에서 일어나는 작용이다. 이 상호작용은 물리적 장(마당,field)으로 기술되며, 기본입자들 사이의 게이지 보존의 교환에 의해 매개된다. 예를 들면, 전하를 띤 입자들 사이의 상호작용은 전기장의 매개를 통해서 일어난다. 반면에 베타 붕괴는 약한 상호작용에 의해 매개된다.
자연계에는 네 가지 기본 상호작용이 알려져 있다.(강한 상호작용, 전자기 상호작용, 약한 상호작용, 중력)
전자기 상호작용과 약한 상호작용은 약전자기력 이론에 의해 통합되었고, 이것은 표준 모형에 의해서 강한 상호작용과도 통합되었다.

## 사회학
사회학에서 사회적 상호작용은 상대방의 행동에 의해 행동이나 반응을 바꾸는 개인 또는 그룹사이의 사회적 행동의 동적인, 변화 과정을 나타낸다.
사회적 상호작용은 사회 관계의 기본을 형성한다.

## 통계학
통계학에서, 상호작용은 단순히 더해지지 않는 둘이상의 변수들의 영향을 나타내는 통계 모델(statistical model)의 용어이다.

## 유전자 상호작용
두 돌연변이의 조합이 발현형질에 영향의 끼치는지 아닌지를 밝히기위해, 유전학자들은 다양한 유전자 상호작용 모델에 대한 연구를 한다.